# Жарлы (Актюбинская область)
Жарлы (каз. Жарлы) — село в Байганинском районе Актюбинской области Казахстана. Входит в состав Кольтабанского сельского округа. Находится примерно в 28 км к юго-западу от центра села Карауылкелды. Код КАТО — 153641100.

## Население
В 1999 году население села составляло 2000 человек (995 мужчин и 1005 женщин). По данным переписи 2009 года, в селе проживало 1998 человек (1017 мужчин и 981 женщина).

## Галерея

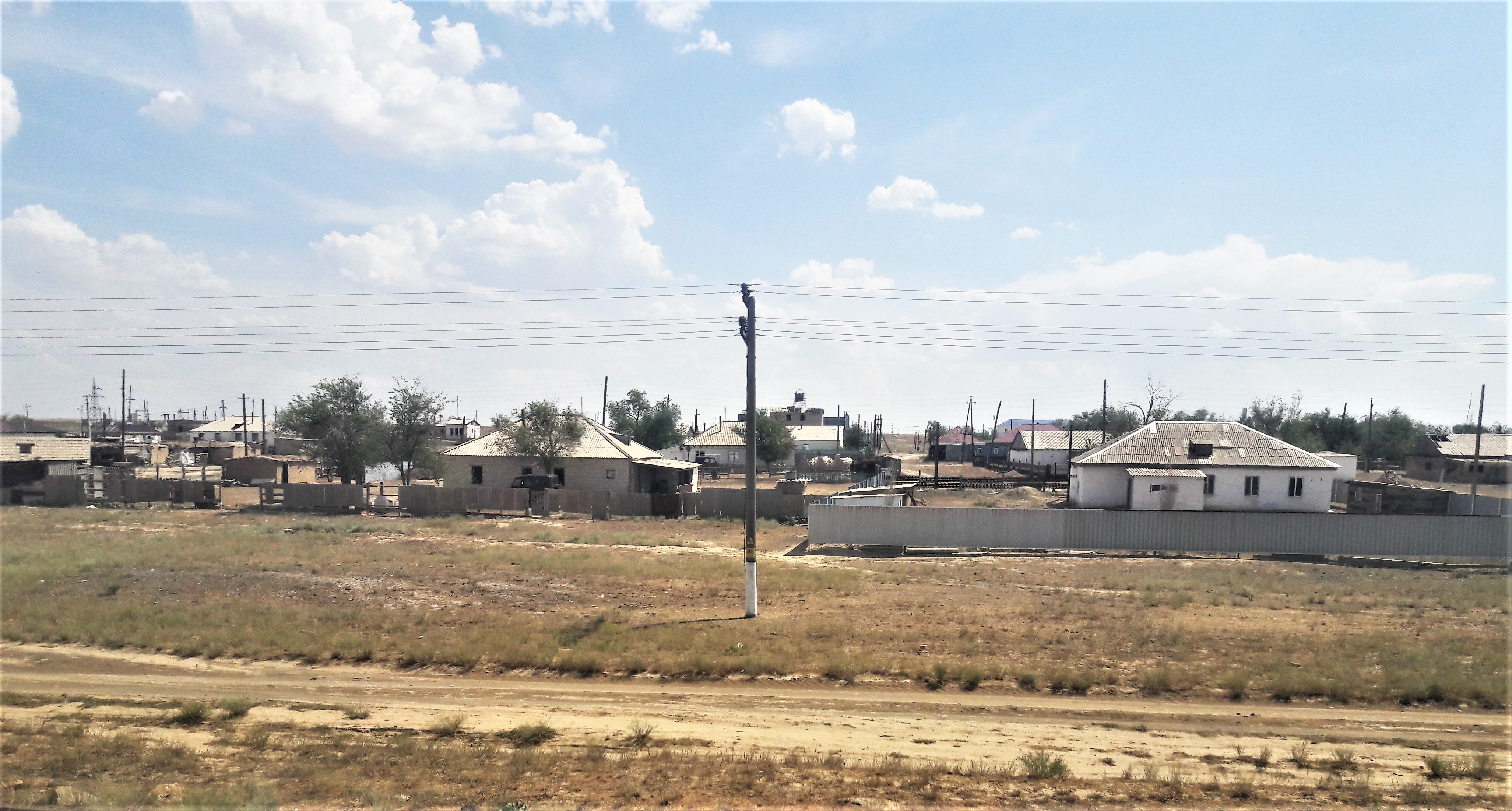
Жарлы. Вид села
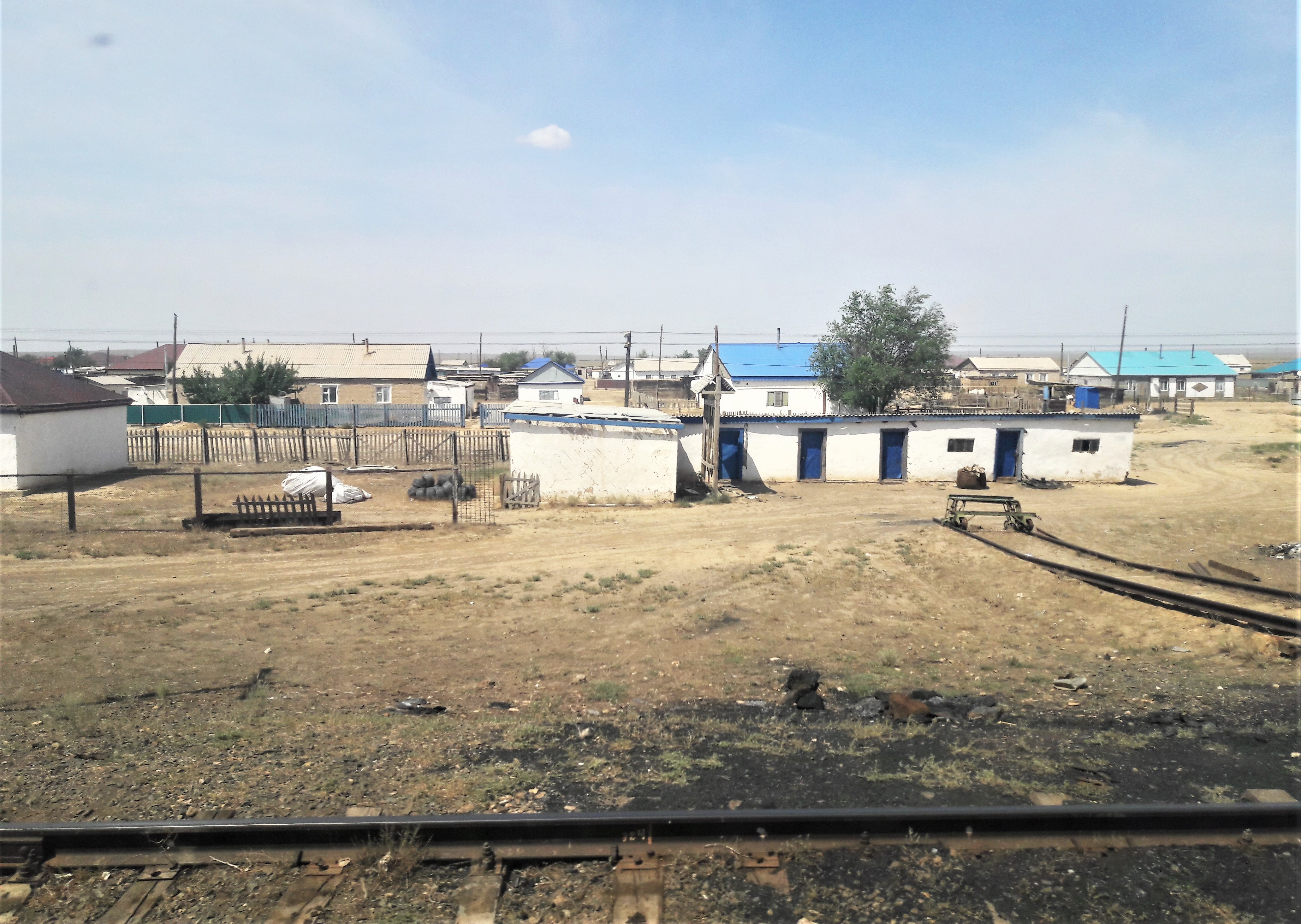
Жарлы. Общий вид.